# 1881年チェスター・A・アーサー大統領就任式
第21代アメリカ合衆国大統領のチェスター・A・アーサーの就任式は、前任のジェームズ・A・ガーフィールドの死の翌日の1881年9月20日火曜にニューヨーク州ニューヨークの彼の私邸で行われた。これは史上4度目かつ19世紀最後の臨時の就任式であり、アーサーの唯一の大統領任期（3年165日）の始まりであった。またニューヨークで就任式が行われたのは1789年のジョージ・ワシントンの1回目の就任式以来のことであった。この2日後の1881年9月22日、アーサーはワシントンD.C.の議会議事堂でモリソン・ウェイト最高裁判所長官の下で再度就任宣誓を行った。

## ガーフィールド銃撃
1881年7月2日、ガーフィールド大統領はチャールズ・J・ギトーにより銃撃を受けた。ギトーは「私はストールワーツ中のストールワーツだ...今やアーサーが大統領だ!」と言い放った。

## 80日間の危機
アーサー副大統領は自分が大統領銃撃事件に関わっていると疑う者が大勢いることを知っており、実際に必要な時が来るまで大統領継承には慎重な姿勢をとり、ほとんどニューヨークの自宅に閉じこもって公の場に現れることを避けた。これにより2ヶ月と18日のあいだアメリカは指導者不在のまま漂流し、国民はガーフィールドの健康状態の報道に一喜一憂して政府の仕事にはあまり関心が向かなかった。1881年9月19日にガーフィールドが亡くなるとアーサーが大統領に昇任した。

## 就任宣誓
1881年9月19日深夜、アーサーはスティーヴン・B・フレンチ警察本部長、ダニエル・G・ロリンズ地方検事、エリフ・ルート弁護士と共に自宅に滞在し、ガーフィールドの閣僚たちから電報で訃報を知った。閣僚たちはアーサーに「大統領としての就任宣誓を遅滞なく行うように」という助言を電報で伝えた。
アーサーと来客たちが大統領就任宣誓を行える判事を捜すために使者を派遣したのは真夜中過ぎのことであった。9月20日に最初に捜し出したのはニューヨーク州最高裁判所判事のジョン・R・ブレディであった。午前2時頃、ブレディはニューヨークの123レキシントン・アベニューのアーサーの私邸でアーサーの就任宣誓を執り行った。アーサーが2日後にワシントンD.C.に移ると、モリソン・ウェイト最高裁判所長官により2度目の就任式が執り行われた。式典には元大統領のユリシーズ・S・グラントとラザフォード・B・ヘイズが出席した。